# Ustilaginomycotina
Ustilaginomycotina é uma subdivisão de fungos dimórficos do grupo Basidiomycota, compreendendo cerca de 1 700 espécies. São parasitas obrigatórios, sobretudo em plantas, Malassezia é o único género que parasita animais.

## Descrição
Ustilaginomycotina é um grupo com grande diversidade morfólogica, agrupando fungos dimórficos que ao longo do seu ciclo de vida apresentam dois estados radicalmente diferentes: (1) um estádio mitospórico, designado por anamorfo, com uma morfologia do tipo levedura; e (2) um estádio meiospórico, designado por teleomorfo, com morfologia filamentosa em forma de carvão. Estes dois estados no ciclo de vida podem parecer muito diferentes, sendo difícil estabelecer a relação entre eles.
As espécies com esporos negros, são vulgarmente chamadas carvões ou morrões, dada a aparência que conferem às plantas que infectam.
Consiste das classes Ustilaginomycetes e Exobasidiomycetes, e em 2014 o subfilo foi reclassificado sendo-lhe adicionadas duas classes, Malasseziomycetes e Moniliellomycetes. A designação foi publicada pela primeira vez por Doweld em 2001; Bauer et al publicaram-na em 2006 como isónimo. Ustilagomycotina e Agaricomycotina são considerados grupos-irmãos, e por seu lado estes consideram-se grupos-irmãos do subfilo Pucciniomycotina.

### Morfologia e fisiologia
A subdivisão Ustilaginomycotina apresenta diferentes morfologias ultraestruturais, algumas das quais definem a prórpia subdivisão enquanto unidade taxonómica, e algumas delas são também utilizadas para delimitar as classes, ordens e famílias.
Uma das características definidoras da subdivisão é forma de interação celular que ses estabelece entre as hifas do fungo e as células da planta hospedeira. Essas estruturas de ligação inter-específica, para além de definidoras da própria subdivisão Ustilaginomycotina, fornecem um conjunto de carcacterísticas ultraestruturais úteis para delimitar as classes que integram o grupo.
As zonas de interação com o hospedeiro podem ser zonas de interação local, caracterizando os Exobasidiomycetes, ou zonas de interação ampliadas caracterizando os Ustilaginomycetes. Esta diferença entre a interação local, típica dos Exobasidiomycetes, e a interação sistémica, típica dos Ustilaginomycotina.
A composição da parede celular dos Ustilaginomycotina é distinta, consistindo principalmente de glicose, com ausência de xilose. Este caráter separa a Ustilaginomycotina das Pucciniomycotina e da Agaricomycotina.
A arquitetura dos poros septais desempenha um papel importante na delimitação da subdivisão em Basidiomycotina. Em contraste com a Pucciniomycotina, os membros da subdivisão Ustilaginomycotina têm um poro septal com uma capa de membrana ou é sem poros. Não possui doliporos ou parentessomas como os Agaricomycotina.
Um estudo realizado em 1985 RNA ribossomal no locus 5S (5S rRNA) permitiu distinguir dois tipos de estruturas nos Basidiomycota. Esses dois tipos foram denominados estrutura secundária tipo A e estrutura secundária tipo B do rRNA 5S. Esta é uma ferramenta útil para delimitar as subdivisões. A subdivisão Ustilaginomycetina tem a estrutura secundária do tipo B e compartilha esta característica com os Agaricomycotina, o que os separa de Pucciniomycotina que tem a estrutura secundária do tipo A.

## Ciclo de vida

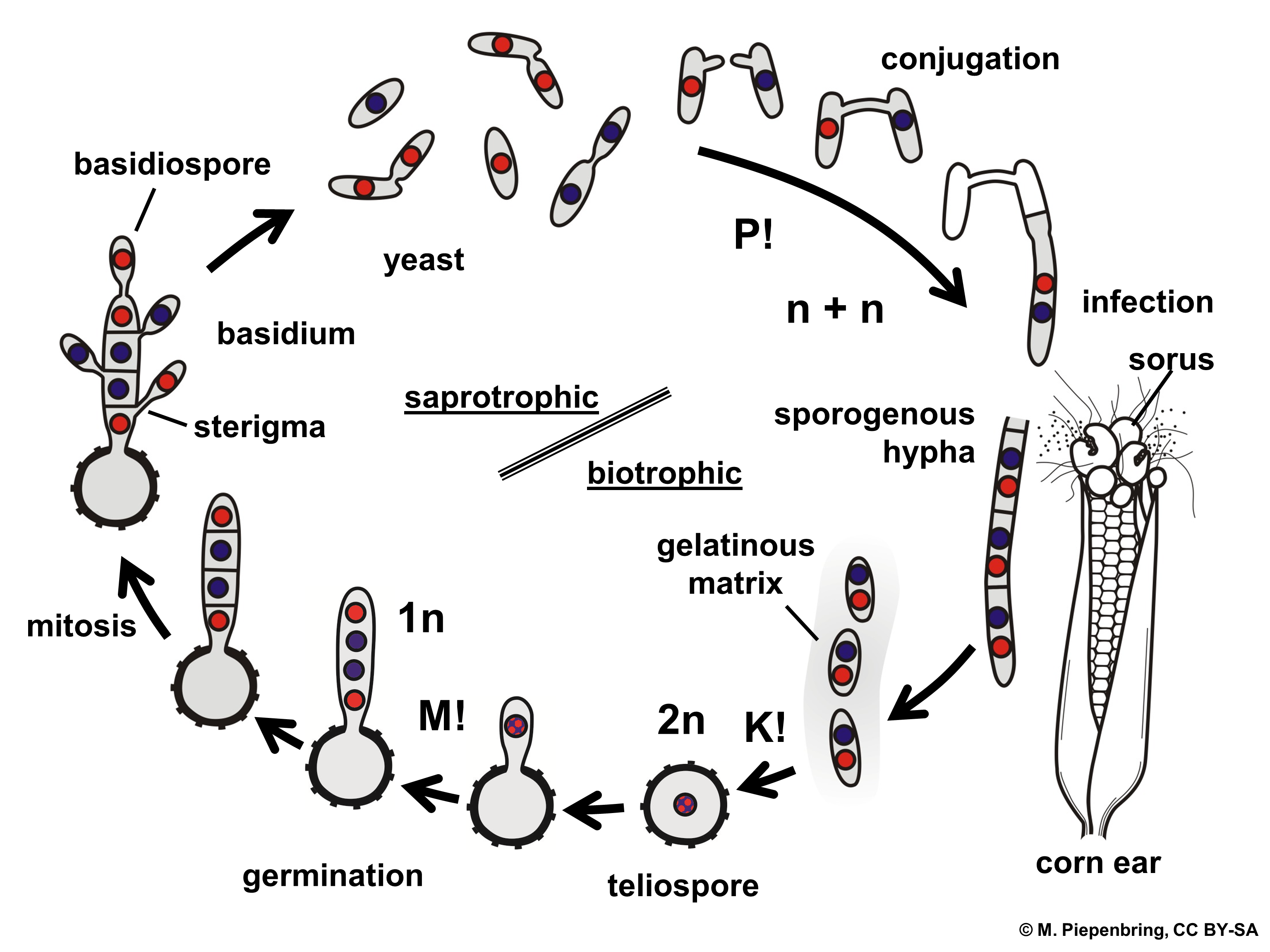
Ciclo de vida de Ustilago maydis.

O ciclo de vida da subdivisão Ustilaginomycotina é a típica dos fungos dimórficos, apresentando duas fases, melhor dizendo, dois estágios, completamente distintas do ponto de vista morfológico, fisiológico e ecológico. Esses dois estágios do ciclo de vida são uma fase sapróbica haploide e uma fase parasitária (biotrófica) dicariótica.
A fase sapróbica é iniciada pela produção de leveduras haploides, que se fundem com outro esporo e produzem as hifas n+n que irão infectar o hospedeiro. A infecção acontece com a produção de uma estrutura designada por apressório, que é gerada por uma célula especializada usada para penetrar na cutícula do hospedeiro.
Dentro do hospedeiro, os fungos produzirem hifas e outra estrutura especializada designadas por haustórios. Esses haustórios permitem captar a nutrição necessária ao fungo a partir da planta hospedeira, sendo uma clara característica parasitária. Quase todos os Ustilaginomycotina após a instalação esporulam dentro do hospedeiro, com a formação de um esporo de paredes espessas que após a sepração em relação à hifa passa a constituir o teliósporo típico destes fungos.
O teliósporo é a parte mais visível do indivíduo e representa a síndrome do carvão ou morrão, a manifestação externa, em geral muito conspícua, da infeção. Este teliósporo é um esporo de repouso, especializado, que pode sobreviver fora do hospedeiro. O teliósporo é libertado do hospedeiro, produzindo quando as condições ambientais forem favoráveis um basídio diplóide que reinicia o ciclo.
Os espécimes de fungos pertencentes subdivisão Ustilaginomycotina obtidas da natureza frequentemente estão no estado leveduriforme, já que este é o estágio predominante.

### Distribuição
Como os membros de Ustilaginomycotina são maioritariamente fungos parasitas obrigatórios de de plantas vasculares, principalmente angiospermas e monocotiledóneas, a distribuição do grupo é determinada pela distribuição das espécies hospedeiras. Ainda assim, o grupo tem uma distribuição tendencialmente cosmopolita, com presença em regiões tropicais, temperadas e árticas.
A maioria das espécies é altamente específica em relação à escolha do hospedeiro, o que aparenta ser um produto da coevolução com diferentes linhagens de angiospermas. Essa hipótese é corroborado por estudos que mostram que algumas linhagens monofiléticas em Ustilaginomycotina são restritas a linhagens monofiléticas nas angiospermas. Mas nem todos os taxa em Ustilaginomycotina são hospedeiro-específicos, alguns têm uma ampla variedade de hospedeiros e outros saltaram de hospedeiro para outras plantas vasculares e não apenas monocotiledóneas.

### Ecologia
Ustilaginomycotina inclui uma grande variedade de patógenos de plantas, com alguns que parasitam espécies economicamente importantes, como os trigos, a cevada e o milho. Em alguns casos, a perda de rendimento é mínima, em outros, as colheitas precisam ser colocadas em quarentena.
Algumas das galhas produzidas pelos carvões são consideradas uma iguaria em algumas partes do mundo. As linhagens do género Malassezia também causam danos à pele humana. As espécies com maior relevância esconómica são:
- Ustilago maydis
- Tilletia
- Malassezia

## Filogenia e sistemática

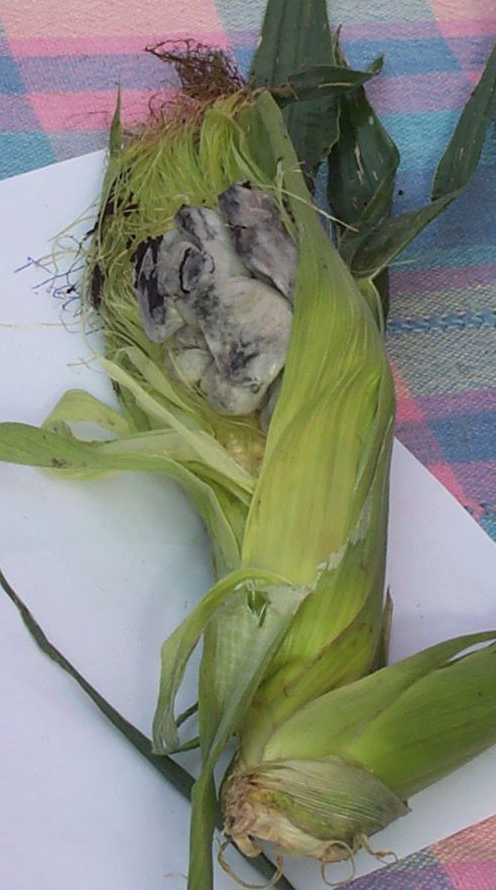
Ustilaginomycotina em uma espiga de milho.

Ustilaginomycotina é uma subdivisão dentro da divisão Basidiomycota do reino Fungi. Era tradicionalmente composto pelas classes Ustilaginomycetes e Exobasidiomycetes, mas em 2014 a subdivisão foi reclassificada e foram adicionadas duas classes adicionais, as classes Malasseziomycetes e Monilielliomycetes. O nome foi publicado pela primeira vez por Aleksandr Doveld em 2001; Bauer e seus colegas o publicaram posteriormente em 2006 como um isónimo.
Ustilagomycotina e Agaricomycotina são considerados grupos irmãos entre si, e, por sua vez, são grupos irmãos da subdivisão Pucciniomycotina.
As relações filogenéticas entre as classes seriam as seguintes, de acordo com análises moleculares:
|  | Moniliellomycetes |
|  |                   |
|  | Malasseziomycetes |
|  |                   |

|  | Ustilaginomycetes |
|  |                   |
|  | Exobasidiomycetes |
|  |                   |

|  | Moniliellomycetes |
|  |                   |
|  | Malasseziomycetes |
|  |                   |

|  | Ustilaginomycetes |
|  |                   |
|  | Exobasidiomycetes |
|  |                   |

|  | Moniliellomycetes |
|  |                   |
|  | Malasseziomycetes |
|  |                   |

|  | Ustilaginomycetes |
|  |                   |
|  | Exobasidiomycetes |
|  |                   |

|  | Moniliellomycetes |
|  |                   |
|  | Malasseziomycetes |
|  |                   |

|  | Ustilaginomycetes |
|  |                   |
|  | Exobasidiomycetes |
|  |                   |

|  | Moniliellomycetes |
|  |                   |
|  | Malasseziomycetes |
|  |                   |

|  | Ustilaginomycetes |
|  |                   |
|  | Exobasidiomycetes |
|  |                   |

|  | Moniliellomycetes |
|  |                   |
|  | Malasseziomycetes |
|  |                   |

|  | Ustilaginomycetes |
|  |                   |
|  | Exobasidiomycetes |
|  |                   |

|  | Moniliellomycetes |
|  |                   |
|  | Malasseziomycetes |
|  |                   |

|  | Ustilaginomycetes |
|  |                   |
|  | Exobasidiomycetes |
|  |                   |

|  | Moniliellomycetes |
|  |                   |
|  | Malasseziomycetes |
|  |                   |

|  | Ustilaginomycetes |
|  |                   |
|  | Exobasidiomycetes |
|  |                   |

Ustilaginomycotina compreende 115 géneros agrupando mais de 1700 espécies. As espécies que integram esta subdivisão são maioritariamente parasitas de plantas que têm como hospedeiro plantas vasculares, pelo que a sua distribuição natural é, portanto, restrita à área de distribuição do hospedeiro.
O grupo também é conhecido por fungos carvões verdadeiros devido à produção de teliósporos que dão um aspecto de carvão às partes das plantas infestadas. O nome carvão (ou morrão) é usado como um termo distintivo, pois circunscreve a organização e o ciclo de vida de parte dos Ustilaginomycotina, mas não é um termo com significado taxonómico. O grupo Ustilaginomycotina integra alguns dos géneros mais conhecidos e estudados de parasitas de plantas, entre os quais Ustilago e Tilletia, apresentando grande importância económica.
Em 1847, os irmãos Charles Tulasne e Edmond Tulasne dividiram os chamados fungos produtores do carvão em dois grupos chamados Ustilaginaceae e Tilletiaceae. Tradicionalmente, os caracteres morfológicos dos basídios foram usados para a delimitação do grupo, mas após um estudo completo dos caracteres ultraestruturais, o grupo foi revisto.
Com o uso de microscopia eletrónica, Bauer et al. 1997 encontrou duas linhagens separadas de fungos do carvão, ou seja, o grupo Microbotryales (que agora foi movido para Pucciniomycotina) e o grupo Ustilaginomycetes. Dentro dos Ustilaginomycetes, identificaram três linhagens: Entorrhizomycetidea, Ustilaginomycetidae e Exobasidiomycetidae.
Na sua presente circunscrição taxonómica, Ustilaginomycotina é composto por espécies anamórficas do tipo levedura e espécies teleomórficas formadoras de carvões filamentosas. Esses dois estados podem parecer muito diferentes e nem sempre é fácil de emparelhar os anamorfos e teleomorfos de uma mesma espécie. Os dois estados diferentes, portanto, produziram binomes diferentes para a mesma espécie. Com o uso de caracteres morfológicos e dados moleculares, a subdivisão foi reclassificada e muitas das espécies foram renomeadas pelo princípio Um Fungo = Um Nome.
Ao observar as estruturas morfológicas ultraestruturais resultantes das interações hospedeiro-parasita, o aparato do poro septal e a análise da sequência molecular, uma nova classificação foi proposta. Nessa nova classificação, Ustilaginomycotina consistia nas três classes Ustilaginomycetes, Exobasidiomycetes e Entorrhizomycetes. Contudo, a presença no agrupamento dos Entorrhizomycetes foi questionada, passando a ser considerados como em incertae sedis na divisão Basidiomycota, passando posteriormente a constituir a divisão Entorrhizomycota, um grupo irmão dos Basidiomycota e Ascomycota.
Em 2014, uma nova análise de múltiplas sequências de genes mostrou que a subdivisão incluía duas classes adicionais, formadas por duas linhagens profundas independentes, que deviam ser reconhecidas como classes na subdivisão: Malasseziomycetes e Monilielliomycetes.